# شهرستان ایسیق‌آته
شهرستان ایسیق‌آته (به قرقیزی:Ысык-Ата району، ىسىق اتا وودانى، به روسی: Ысык-Атинский район) یک شهرستان در شمال‌غرب استان چوی و در شمال قرقیزستان است که از غرب با شهرستان علم‌الدین، از شرق با شهرستان چوی و از جنوب با استان نارین و از شمال با کشور قزاقستان هم‌مرز است. این شهرستان دارای مساحت ۲۴۱۵ کیلومترمربع (۹۳۲ مایل مربع) می‌باشد. مرکز این شهرستان شهر قند است.

## خصوصیات
شهرستان ایسیق‌آته بر اساس آمار سال ۲۰۰۹، مشتمل بر یک شهر و ۵۸ منطقه مسکونی، و دارای ۱۳۲،۷۵۹ نفر جمعیت است.